# 杉目 (横手市)
杉目（すぎめ）は、秋田県横手市の大字。郵便番号013-0076。人口は284人、世帯数は97世帯（2020年10月1日現在）。全域で住居表示は未実施。旧平鹿郡横手町大字杉目、旧平鹿郡朝倉村大字杉目、旧平鹿郡杉目村に相当する。

## 地理
横手地域の北部に位置しており、東部を国道13号が南北に、中央部を南東から北西にかけて横手川が流れる。また、横手川に並行して県道71号大曲横手線が通る。横手川によって区域は分断されており、北部に野中、南西部に杉目・福小屋などの集落がある。野中集落の周辺には双子沼・大堤沼・五郎兵衛沼などの湖沼や溜池が多く点在する。
全域が都市計画区域に含まれるが、区域区分非設定区域となっている。都市計画法上の用途地域には指定されていない。

### 地名の由来
菅江真澄の『雪の出羽路 平鹿郡』によれば、「杉目」の地名は、隣接する杉沢もしくは源義経家臣・杉目氏に由来するとある。

### 小字
2024年（令和6年）10月5日時点での「横手市（秋田地方法務局大曲支局）登記所備付地図データ」、デジタル庁公表の「アドレス・ベース・レジストリ」の「秋田県 横手市 町字マスター（フルセット） データセット」、横手市公表のオープンデータによれば、杉目の小字は以下の通りである。
| 町・字 | 町・字         | 出典 | 出典         | 出典       |
| 大字   | 小字           | 登記 | 町字マスター | 行政区一覧 |
| ------ | -------------- | ---- | ------------ | ---------- |
| 杉目   | 字市ノ沢       | ○    | ○            | ○          |
| 杉目   | 字ガケ下       | ○    | ○            | ○          |
| 杉目   | 字角代沢       | ○    | ○            | ○          |
| 杉目   | 字館泉         | ○    | ○            | ×          |
| 杉目   | 字吉沢         | ○    | ○            | ○          |
| 杉目   | 字見入野       | ○    | ○            | ○          |
| 杉目   | 字見入野天狗沢 | ○    | ○            | ○          |
| 杉目   | 字糠塚         | ○    | ○            | ○          |
| 杉目   | 字才ノ神       | ○    | ○            | ○          |
| 杉目   | 字獅ケ本       | ○    | ○            | ○          |
| 杉目   | 字七曲         | ○    | ○            | ×          |
| 杉目   | 字女夫沢       | ○    | ○            | ×          |
| 杉目   | 字焼止         | ○    | ○            | ×          |
| 杉目   | 字上台         | ○    | ○            | ○          |
| 杉目   | 字千刈田       | ○    | ○            | ×          |
| 杉目   | 字大巻         | ○    | ○            | ×          |
| 杉目   | 字沢田         | ○    | ○            | ○          |
| 杉目   | 字谷地中       | ○    | ○            | ○          |
| 杉目   | 字誕生下       | ○    | ○            | ○          |
| 杉目   | 字中杉沢       | ○    | ○            | ○          |
| 杉目   | 字中島         | ○    | ○            | ×          |
| 杉目   | 字鶴ケ首       | ○    | ○            | ○          |
| 杉目   | 字鶴谷地       | ○    | ○            | ○          |
| 杉目   | 字天狗沢       | ○    | ○            | ○          |
| 杉目   | 字東杉沢       | ○    | ○            | ○          |
| 杉目   | 字内清水ケ台   | ○    | ○            | ○          |
| 杉目   | 字南杉沢       | ○    | ○            | ○          |
| 杉目   | 字野杉沢       | ○    | ○            | ○          |
| 杉目   | 字弥勒         | ○    | ○            | ○          |
| 杉目   | 字狼ケ沢       | ○    | ○            | ○          |
| 杉目   | 字狼ノ沢       | ○    | ○            | ○          |

## 歴史
正保4年（1647年）の『出羽国知行高目録 下』では、新田で杉之目村として村名が見えるほか、同年の出羽一国絵図には杉ノ目新田村とある。また、宝永8年（1711年）および享保14年（1729年）の郷帳では杉目村とある。享保15年（1730年）の『六郡郡邑記』では家数10軒、支郷として荒屋敷村（家数4軒）・ヱボ小屋村（同2軒）・野中村（同16軒）が見える。

### 沿革
- 1873年（明治6年）2月 - 秋田県第6大区小2区に属する[14]。
- 1889年（明治22年）4月1日 - 町村制施行に伴い、睦成村・静町村・杉目村・杉沢村・八幡村が合併し、朝倉村となる[14]。杉目村は朝倉村大字杉目となる[8]。
- 1933年（昭和8年）4月15日 - 朝倉村が横手町に編入[14]。横手町大字杉目となる[15]。
- 1951年（昭和26年）4月1日 - 栄村と旭村が横手町に編入、同時に市制を施行[16]。横手市杉目となる[8]。

## 世帯数と人口
2020年（令和2年）10月1日現在の世帯数と人口は以下の通りである。
| 大字 | 世帯数 | 人口  |
| ---- | ------ | ----- |
| 杉目 | 97世帯 | 284人 |

### 人口・世帯数の推移
以下は国勢調査による1995年（平成7年）以降の人口の推移。
| 年                 | 人口 |
| ------------------ | ---- |
| 1995年（平成7年）  | 392  |
| 2000年（平成12年） | 549  |
| 2005年（平成17年） | 550  |
| 2010年（平成22年） | 346  |
| 2015年（平成27年） | 335  |
| 2020年（令和2年）  | 284  |

以下は国勢調査による1995年（平成7年）以降の世帯数の推移。
| 年                 | 世帯数 |
| ------------------ | ------ |
| 1995年（平成7年）  | 108    |
| 2000年（平成12年） | 157    |
| 2005年（平成17年） | 175    |
| 2010年（平成22年） | 114    |
| 2015年（平成27年） | 123    |
| 2020年（令和2年）  | 97     |

## 小・中学校の学区
市立小・中学校に通う場合、学区（校区）は以下の通りとなる。
| 小字 | 小学校             | 中学校               |
| ---- | ------------------ | -------------------- |
| 全域 | 横手市立朝倉小学校 | 横手市立横手北中学校 |

## 交通

### 鉄道
域内に駅はない。最寄り駅は■奥羽本線、■北上線の横手駅。

### 道路
- 国道13号
- 秋田県道71号大曲横手線